# Liste der Monuments historiques in Dolus-d’Oléron
Die Liste der Monuments historiques in Dolus-d’Oléron führt die Monuments historiques in der französischen Gemeinde Dolus-d’Oléron auf.

## Liste der Bauwerke
| Bezeichnung                               | Beschreibung              | Standort           | Kennzeichnung | Schutzstatus | Datum | Bild           |
| ----------------------------------------- | ------------------------- | ------------------ | ------------- | ------------ | ----- | -------------- |
| Kapelle St-Médard des ehemaligen Priorats | Erbaut im 12. Jahrhundert | La Perroche (Lage) | PA00104670    | Inscrit      | 1988  | weitere Bilder |

## Liste der Objekte

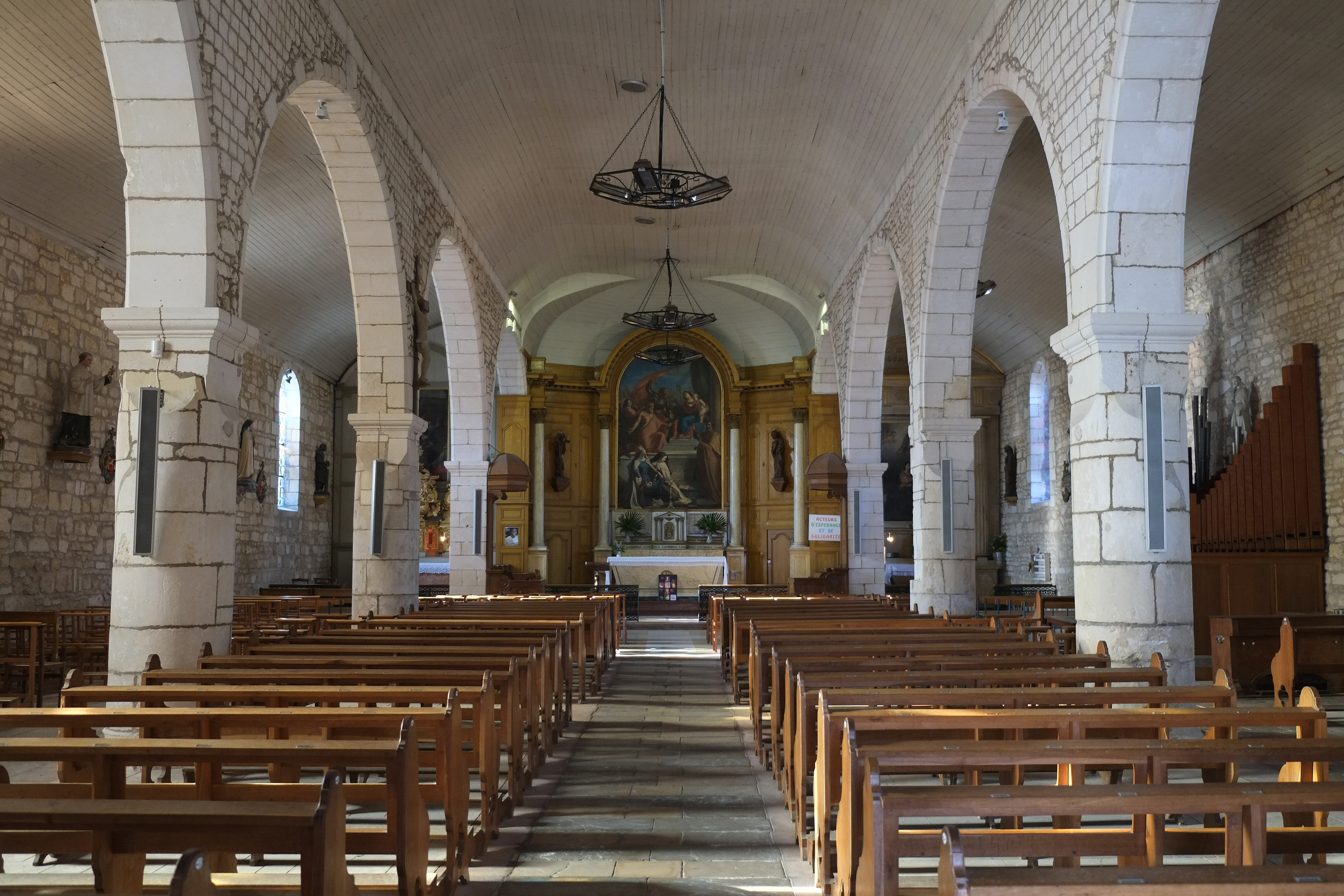
Innenansicht der Kirche St-André mit Hauptaltar

- Monuments historiques (Objekte) in Dolus-d’Oléron in der Base Palissy des französischen Kultusministeriums